# Jack Huston
Jack Alexander Huston (sinh ngày 7 tháng 12 năm 1982) là nam diễn viên người Anh Quốc. Anh từng vào vai Richard Harrow trong sê-ri Boardwalk Empire. Năm 2013, anh đóng một vai phụ trong phim điện ảnh American Hustle.

## Danh sách phim

### Truyền hình
| Năm       | Tên                 | Phim                | Ghi chú       |
| --------- | ------------------- | ------------------- | ------------- |
| 2004      | Spartacus           |                     |               |
| 2008      | Miss Austen Regrets |                     |               |
| 2009–2010 | Eastwick            | Jamie               | 8 tập         |
| 2010–2013 | Boardwalk Empire    |                     | 33 tập        |
| 2012      | Parade's End        | Gerald              | 3 tập         |
| 2012      | Tron: Uprising      | Rasket (lồng tiếng) | Tập: "Tagged" |
| 2014      | The Great Fire      |                     | 4 tập         |